# اینگنیکو
اینگنیکو (انگلیسی: Ingenico) شرکت خدمات مالی فرانسوی است، که در سال ۱۹۸۰ تأسیس شد.